# Milchweiße Steppenkerze
Die Milchweiße Steppenkerze (Eremurus lactiflorus) ist eine Pflanzenart aus der Gattung Steppenkerzen (Eremurus) in der Unterfamilie der Affodillgewächse (Asphodeloideae).

## Merkmale
Die Milchweiße Steppenkerze ist eine ausdauernde krautige Pflanze, die Wuchshöhen von 55 bis 80, selten bis 100 Zentimeter erreicht. Sie bildet Rhizome aus. Die Laubblätter sind linealisch, grün und glänzend. 
Der Blütenstand ist locker, in Kultur kann er bis zu 100 Blüten enthalten. Die Perigonblätter sind milchweiß mit gelbem Schlund. Auf ihrer Unterseite befindet sich ein roter Nerv. In der Knospe sind sie gelb. Die Kapselfrüchte weisen einen Durchmesser von ungefähr 35 Millimeter und sind stark aufgeblasen.
Die Blütezeit liegt im Mai, selten beginnt sie bereits im April.

## Vorkommen
Die Milchweiße Steppenkerze kommt in West-Tian Shan auf steinigen Berghängen vor.

## Nutzung
Die Milchweiße Steppenkerze wird selten als Zierpflanze genutzt.

## Belege
- Eckehart J. Jäger, Friedrich Ebel, Peter Hanelt, Gerd K. Müller (Hrsg.): Rothmaler - Exkursionsflora von Deutschland. Band 5: Krautige Zier- und Nutzpflanzen. Spektrum Akademischer Verlag, Berlin Heidelberg 2008, ISBN 978-3-8274-0918-8, S. 730.